# USS Dewey (DDG-105)
USS Dewey (DDG-105) – amerykański niszczyciel rakietowy typu Arleigh Burke. Jest to czwarty okręt US Navy noszący nazwę upamiętniającą admirała George’a Deweya.
Stępka okrętu została położona 4 października 2006 roku w stoczni Ingalls Shipbuilding w Pascagoula, w stanie Missisipi. Wodowanie nastąpiło 18 stycznia 2008 roku. Niszczyciel został oddany do służby 6 marca 2010 roku i pozostaje w niej do dziś.
Portem macierzystym okrętu jest Naval Base San Diego.
W 2013 roku na pokładzie okrętu tymczasowo zainstalowano eksperymentalny system broni laserowej Laser Weapon System (LaWS).